# Les Nuits de Lucrèce Borgia
Pour plus de détails, voir Fiche technique et Distribution.
Les Nuits de Lucrèce Borgia (titre original : Le notti di Lucrezia Borgia) est un film italo-français de Sergio Grieco sorti en 1959.

## Synopsis
Dans les Marches du XVe siècle, le capitaine Alberici se présente à la cour des Borgia, à Urbino. Très vite il tombe sous le charme de Diana d'Alva. Jalouse, Lucrèce Borgia les fait emprisonner tous les deux. Alberici parvient à s'échapper et à libérer Diana mais se retrouve face à César Borgia qui le provoque en duel.

## Fiche technique
- Titre original : Le notti di Lucrezia Borgia
- Réalisation : Sergio Grieco, assisté de Mario Caiano
- Scénario : Carlo Caiano et Sergio Grieco
- Directeur de la photographie : Massimo Dallamano
- Montage : Enzo Alfonzi
- Musique : Alexandre Derevitsky et Angelo Francesco Lavagnino
- Costumes : Vittorio Rossi
- Genre : Drame, Film historique
- Pays de production :  Italie,  France
- Durée : 108 minutes (1 h 48)
- Date de sortie :
  - Italie : 1959
  - France : 8 juillet 1959 (Festival de Cannes), 30 décembre 1959 (Paris)
  - Allemagne de l'Ouest : 20 août 1959
  - États-Unis : 5 octobre 1960 (New York)

## Distribution
- Belinda Lee (VF : Claire Guibert) : Lucrezia (Lucrèce en VF) Borgia
- Jacques Sernas (VF : Lui-même) : capitaine Frederico (Frédéric en VF) Alberici
- Arnoldo Foà (VF : André Valmy) : Alexandre
- Michèle Mercier (VF : Elle-même) : Diana d'Alva
- Franco Fabrizi : Cesare (César en VF) Borgia
- Marco Tulli (VF : Pierre Asso) : Jacopo, le serviteur de Frederico
- Raffaele Baldassare : Ruggero
- Germano Longo  (VF : Jean Claudio) : Riccardo
- Nando Tamberlani  (VF : Maurice Pierrat) : le duc Ranieri
- Giorgio Ubaldi  (VF : Jean Clarieux) : Diego
- Ivano Staccioli  (VF : Jacques Thebault) : Frossombrone
- Lilly Scaringi : Serafina
- Gianni Loti : Saverio
- Stelio Candelli : Raphael
- Riccardo Valle : don Miguel
- Salvatore Furnari : le bouffon
- et avec les voix françaises de Richard Francoeur,Raymond Rognoni,Jean-Henri Chambois, Jean Violette,Paul Ville